# Володимир (Шлапак)
Володимир (в миру Шлапак Василь Володимирович, нар. 3 серпня 1979, смт. Черняхів) — архієрей Православної церкви України (до 15 грудня 2018 року — Української автокефальної православної церкви), архієпископ Житомирський і Поліський.

## Життєпис
Народився в сім'ї службовців. 
Після закінчення Черняхівської середньої школи в 1996 році навчався і закінчив пастирсько-богословські курси при Житомирському єпархіальному управлінні. 
28 листопада1996 року — дияконська хіротонія. 29 грудня 1996 року — хіротонія у пресвітера у стані целібата звершена єпископом Житомирським і Овруцьким Ізяславом.
За час служіння за ревну працю був відзначений рядом священничих нагород, та призначений благочинним Черняхівського та в.о. Радомишльського округів.
1997—2001 роках - навчався в Київській духовній семінарії, 2001—2006 роках — в Чернівецькому національному університеті за спеціальністю релігієзнавство і філософія. 2007 року закінчив магістерський курс при Львівській православній духовній академії та продовжив навчання в аспірантурі даного закладу. 2009 року здобув там науковий ступінь кандидата богословських наук.
2008 року через непопулярну методику управління єпархією архієпископа Ізяслава отець Василь вимушений був покинути Київський патріархат та звертається з проханням до Предстоятеля УАПЦ Блаженнішого митрополита Мефодія (Кудрякова) прийняти його до кліру Житомирської єпархії УАПЦ.
10 лютого 2009 року з рук митрополита Київського і всієї України Мефодія приймає чернечий постриг з возведенням у сан ігумена. 
До дня Святої Пасхи ігумен Володимир нагороджується возведенням у сан архімандрита, і призначається адміністратором УАПЦ на Житомирщині.

## Єпископське служіння
20 червня 2009 року Архієрейський собор УАПЦ обирає архімандрита Володимира (Шлапака), клірика Житомирської єпархії УАПЦ, єпископом Житомирським і Поліським. 
21 червня у церкві Різдва Христового м. Тернополя здійснена архієрейська хіротонія єпископа Володимира.
25 травня 2011 року постановою Архієрейського собору та указом Блаженнішого Мефодія митрополита Київського і всієї України, Предстоятеля УАПЦ призначається на посаду голови фінансового відділу при Київській Патріархії. Цього ж року указом Блаженнішого Мефодія митрополита Київського і всієї України, Предстоятеля УАПЦ возведенний в сан архієпископа.
У 2012–2014 роках був відповідальним шеф-редактором офіційного сайту УАПЦ .
28 липня 2013 року в день 1025-ліття Хрещення Київської Русі нагороджений Блаженнішим Мефодієм, Предстоятелем УАПЦ, орденом князя Володимира Великого.
З 2014 року викладає предмет Християнської етики в Черняхівській гімназії Житомирської області, також займає посаду помічника народного депутата України П. В. Дзюблика.
В 2015 році захистив дисертацію з присвоєнням вченої ступені доктора теології (ThDr) у Пряшівському університеті (Словаччина).
10 липня 2015 року рішенням Архієрейського собору УАПЦ та указом Блаженнішого Макарія митрополита Київського і всієї України, Предстоятеля УАПЦ призначений керуючим новоутвореної Житомирської єпархії. 23 червня 2017 року ухвалою Архієрейського собору призначений головою фінансово-господарської комісії УАПЦ.
15 грудня 2018 року разом із усіма іншими архієреями УАПЦ взяв участь у Об'єднавчому соборі в храмі Святої Софії. 27 липня 2019 року, рішенням Синоду ПЦУ, очолив ліквідаційну комісію юридичної особи релігійної організації «Патріярхія УАПЦ» 3 серпня 2019 року, в день свого 40-річчя нагороджений митрополитом Київським і всієї України, Блаженнішим Епіфанієм орденом святого Архістратига Михаїла II ступеня.
14 вересня архієпископ Володимир став першим архієреєм ПЦУ, що співслужив із ієрахрами Александрійського патріархату. Він взяв участь у богослужінні у селі Осса поблизу Салонік, яке очолив митрополит Триккійський і Стагонійський Православної церкви Еллади Хризостом (Насіс), де співслужив ієрархам Церкви Еллади, Константинопольського та Александрійського патріархатів: митрополитові Лангадаському, Літійському та Рендінському Іоану (Тасьясу), єпископові Фермському на спокої Димитрію (Грольосу) та єпископові Мозамбіцькому Хризостомові (Карагунісу). Ця спільна літургія стала передвісником офіційного визнання Православної церкви України з боку Александрійського патріархату 8 листопада того ж року.
28 липня 2020 року, в день свого тезоіменитства, архієпископ Володимир отримав з рук блаженнішого Епіфанія іменну панагію. 2 листопада  2021 року захистив дисертацію з присвоєнням вченої ступені доктора філософії  (PhD.) у Пряшівському університеті (Словаччина). 28 липня 2022 року з нагоди свого тезоіменитства нагороджений іменною панагією Предстоятелем ПЦУ,  Блаженнішим Митрополитом Київським і всієї України Епіфанієм.